# ニホンピロアワーズ
ニホンピロアワーズは日本の競走馬。2011年名古屋グランプリ、2012年ジャパンカップダート、名古屋大賞典、白山大賞典、2013年平安ステークス、2014年東海ステークス、ダイオライト記念優勝馬。馬名の由来は冠名＋「私達のもの」。

## 経歴

### 2010年
1月23日京都の新馬戦ダート1800mに幸英明が騎乗してデビュー、3着に終わる。続く2月6日の未勝利戦で2着だった。休養を挟み5月22日に初勝利をあげた。その後6〜8月にそれぞれ一走、3着、1着、1着だった。再び休養に入り11月の京都ロイヤルプレミアムで2着、12月の堺ステークスを勝ち上がりオープンに昇格した。

### 2011年

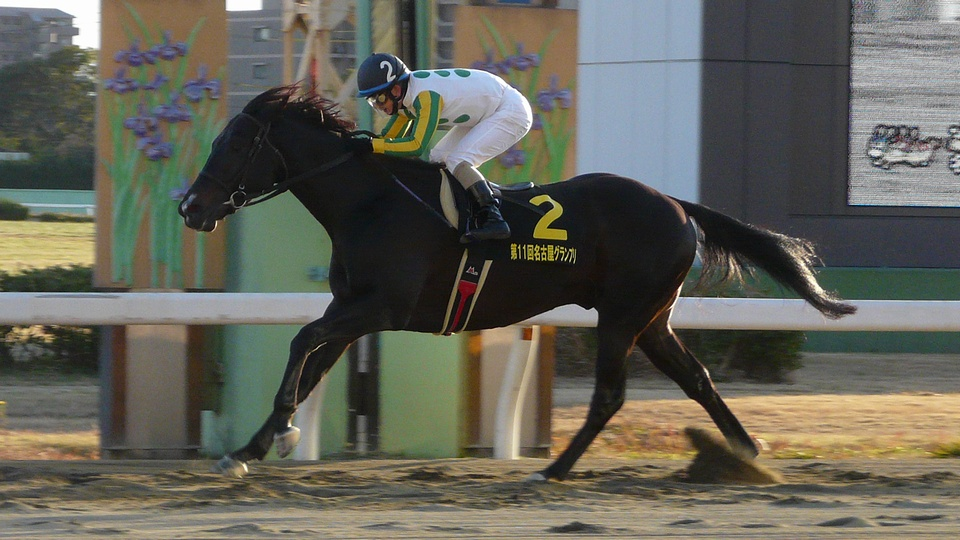
2011年名古屋グランプリ

半年の休養後、中山の総武ステークスで復帰、1番人気となったが2着だった。続いて7月の京都では天橋立ステークス、祇園ステークスと連勝した。次走金沢の白山大賞典ではまたしても1番人気となったが2着だった。11月のみやこステークスではエスポワールシチーの3着に敗れた。続く12月のジャパンカップダートでは9着と惨敗した。12月23日の名古屋グランプリでは1番人気に推され快勝、重賞初勝利を上げた。

### 2012年
2012年は川崎記念で始動となった。スマートファルコン、フリオーソに次ぐ3番人気に推されたが5着に敗れた。3月22日の名古屋大賞典では早め先頭に立つとそのまま押し切って重賞2勝目を挙げた。4月14日のアンタレスステークスでは8・9番手からレースを進め4コーナーで早めに仕掛けて上がって行ったが、直線で伸び切れず5着に敗れた。5月19日の東海ステークスは4番手に控え直線で一旦抜け出すが好位から進出してきたソリタリーキングにかわされ2着に敗れた。
夏の休養を経て、10月2日に金沢競馬場での白山大賞典を勝利、11月4日のみやこステークスではローマンレジェンドの2着となった。そして12月2日、2年連続となるジャパンカップダート（JCD)に出走した。スタートから前に付けると、道中は先行勢の外4番手で先行し、直線入り口で4角先頭の一団につけて直線へ向いた。直線では多くの馬が騎手に追い出される中、残り200m付近まで鞍上の酒井が手綱を持ったまま、先頭で粘る馬を首差ほどに捉えて走り、そこから追い出されると後続を突き放し、2着ワンダーアキュートには3馬身半の差をつけ、先行馬ながら上がり最速、レースレコードを記録しての勝利となった。このレースで人馬ともG1初制覇を果たした。この年、記者投票で289票中219票を集め、2012年の最優秀ダートホースに選ばれた。

### 2013年
2013年はアンタレスステークスから始動。ホッコータルマエとの叩き合いの末2着に敗れた。続く平安ステークスでは好位から抜け出し優勝。しかし帝王賞は直線で一度先頭に立つも最後はホッコータルマエに差されて2着惜敗となった。休養をはさみ連覇がかかったジャパンカップダートは5着、東京大賞典は3着となる。

### 2014年〜2015年
2014年初戦となった東海ステークスを勝利。続くフェブラリーステークスは8着に終わるも3月のダイオライト記念に勝利する。その後は勝ちきれないレースが続き、2015年12月の名古屋グランプリ2着を最後に現役を引退した。

### 引退後
引退後はレックススタッドで種牡馬となった。

#### 主な産駒
- ミステリーベルン（2019年フローラルカップ、金沢シンデレラカップ）

## 競走成績
| 競走日      | 競馬場 | 競走名           | 格       | 頭数 | オッズ （人気） | オッズ （人気） | 着順 | 騎手     | 斤量 ［kg］ | 距離（馬場）  | タイム （上り3F） | 着差 | 1着馬/（2着馬）        |
| ----------- | ------ | ---------------- | -------- | ---- | --------------- | --------------- | ---- | -------- | ----------- | ------------- | ----------------- | ---- | ---------------------- |
| 2010.01.23  | 京都   | 3歳新馬          |          | 15   | 85.4            | （12人）        | 03着 | 幸英明   | 56          | ダ1800m（良） | 1:56.7 (38.6)     | -0.6 | クーノキセキ           |
| 0000.04.27  | 京都   | 3歳未勝利        |          | 16   | 07.5            | （2人）         | 02着 | 幸英明   | 56          | ダ1800m（稍） | 1:54.4 (38.7)     | -0.3 | ヒラボクキング         |
| 0000.05.24  | 京都   | 3歳未勝利        |          | 14   | 02.3            | （1人）         | 01着 | 幸英明   | 56          | ダ1800m（良） | 1:53.1 (37.8)     | -0.4 | （ステキナシャチョウ） |
| 0000.06.19  | 阪神   | 城崎特別         | 500万下  | 12   | 05.8            | （3人）         | 03着 | 幸英明   | 54          | ダ1800m（稍） | 1:52.5 (37.3)     | -0.2 | メイショウイエミツ     |
| 0000.07.03  | 阪神   | 3歳以上500万下   |          | 13   | 01.9            | （1人）         | 01着 | 幸英明   | 54          | ダ1800m（不） | 1:51.2 (37.1)     | -1.1 | （ガリアーノ）         |
| 0000.08.01  | 小倉   | 響灘特別         | 1000万下 | 16   | 04.5            | （2人）         | 01着 | 酒井学   | 54          | ダ1700m（良） | 1:44.9 (36.3)     | -0.3 | （スエズ）             |
| 0000.11.14  | 京都   | 京都ロイヤルP    | 1600万下 | 16   | 05.1            | （3人）         | 02着 | 酒井学   | 56          | ダ1800m（良） | 1:52.5 (36.2)     | -0.1 | メイショウタメトモ     |
| 0000.12.04  | 阪神   | 堺S              | 1600万下 | 16   | 02.8            | （1人）         | 01着 | 酒井学   | 56          | ダ1800m（稍） | 1:50.7 (37.0)     | -0.0 | （プリンセスペスカ）   |
| 2011.06.18  | 中山   | 総武S            | 1600万下 | 10   | 02.0            | （1人）         | 02着 | 酒井学   | 57          | ダ1800m（重） | 1:51.2 (37.4)     | -0.1 | エイシンダッシュ       |
| 0000.07.02  | 京都   | 天橋立S          | 1600万下 | 13   | 01.9            | （1人）         | 01着 | 酒井学   | 58          | ダ1800m（良） | 1:50.6 (36.0)     | -0.4 | （スタッドジェルラン） |
| 0000.07.17  | 京都   | 祇園S            | OP       | 12   | 01.5            | （1人）         | 01着 | 酒井学   | 55          | ダ1800m（良） | 1:50.5 (36.3)     | -0.0 | （インバルコ）         |
| 0000.10.04  | 金沢   | 白山大賞典       | JpnIII   | 12   | 02.0            | （1人）         | 02着 | 酒井学   | 54          | ダ2100m（良） | 2:14.8 (39.1)     | -0.5 | シビルウォー           |
| 0000.11.06  | 京都   | みやこS          | GIII     | 15   | 16.6            | （5人）         | 03着 | 酒井学   | 56          | ダ1800m（稍） | 1:49.1 (36.7)     | -0.7 | エスポワールシチー     |
| 0000.12.04  | 阪神   | JCダート         | GI       | 16   | 47.1            | （9人）         | 09着 | 酒井学   | 57          | ダ1800m（良） | 1:51.3 (37.7)     | -0.7 | トランセンド           |
| 0000.12.23  | 名古屋 | 名古屋グランプリ | JpnII    | 10   | 01.8            | （1人）         | 01着 | 酒井学   | 57          | ダ2500m（良） | 2:45.6 (37.5)     | -0.4 | （エーシンモアオバー） |
| 2012.01.25  | 川崎   | 川崎記念         | JpnI     | 12   | 09.7            | （3人）         | 05着 | 酒井学   | 57          | ダ2100m（不） | 2:12.4 (39.5)     | -1.7 | スマートファルコン     |
| 0000.03.22  | 名古屋 | 名古屋大賞典     | JpnIII   | 11   | 01.6            | （1人）         | 01着 | 幸英明   | 57          | ダ1900m（稍） | 2:01.4 (36.9)     | -1.2 | （ダイシンオレンジ）   |
| 0000.04.14  | 阪神   | アンタレスS      | GIII     | 16   | 04.9            | （2人）         | 05着 | 幸英明   | 58          | ダ1800m（稍） | 1.50.5 (37.4)     | -0.6 | ゴルトブリッツ         |
| 0000.05.19  | 京都   | 東海S            | GII      | 15   | 06.3            | （3人）         | 02着 | 幸英明   | 57          | ダ1900m（良） | 1.56.4 (36.3)     | -0.0 | ソリタリーキング       |
| 0000.010.02 | 金沢   | 白山大賞典       | JpnIII   | 12   | 01.5            | （1人）         | 01着 | 酒井学   | 57          | ダ2100m（不） | 2.12.9 (37.5)     | -0.9 | （ナムラダイキチ）     |
| 0000.11.04  | 京都   | みやこS          | GIII     | 16   | 12.3            | （3人）         | 02着 | 酒井学   | 58          | ダ1800m（良） | 1.49.6 (37.0)     | 00.0 | ローマンレジェンド     |
| 0000.12.02  | 阪神   | JCダート         | GI       | 16   | 19.9            | （6人）         | 01着 | 酒井学   | 57          | ダ1800m（良） | 1.48.8 (36.0)     | -0.6 | （ワンダーアキュート） |
| 2013.04.13  | 阪神   | アンタレスS      | GIII     | 16   | 02.9            | （2人）         | 02着 | 酒井学   | 59          | ダ1800m（良） | 1.49.8 (35.9)     | -0.1 | ホッコータルマエ       |
| 0000.05.18  | 京都   | 平安S            | GIII     | 16   | 01.4            | （1人）         | 01着 | 酒井学   | 59          | ダ1900m（良） | 1.56.9 (36.4)     | -0.1 | （ナイスミーチュー）   |
| 0000.06.26  | 大井   | 帝王賞           | JpnI     | 12   | 02.6            | （1人）         | 02着 | 酒井学   | 57          | ダ2000m（不） | 2.03.2 (36.9)     | -0.3 | ホッコータルマエ       |
| 0000.12.01  | 阪神   | JCダート         | GI       | 16   | 03.8            | （5人）         | 05着 | 酒井学   | 57          | ダ1800m（良） | 1:51.2 (37.2)     | -0.8 | ベルシャザール         |
| 0000.12.29  | 大井   | 東京大賞典       | GI       | 09   | 13.4            | （3人）         | 03着 | 酒井学   | 57          | ダ2000m（良） | 2.07.4 (36.8)     | -0.8 | ホッコータルマエ       |
| 2014.01.26  | 中京   | 東海S            | GII      | 16   | 01.6            | （1人）         | 01着 | 酒井学   | 57          | ダ1800m（良） | 1:50.4 (37.5)     | -0.3 | （グランドシチー）     |
| 0000.02.23  | 東京   | フェブラリーS    | GI       | 16   | 07.8            | （4人）         | 08着 | 酒井学   | 57          | ダ1600m（良） | 1:36.7 (35.5)     | -0.7 | コパノリッキー         |
| 0000.03.19  | 船橋   | ダイオライト記念 | JpnII    | 14   | 02.1            | （2人）         | 01着 | 酒井学   | 56          | ダ2400m（稍） | 2.34.6 (38.4)     | -0.4 | （トウショウフリーク） |
| 0000.04.19  | 阪神   | アンタレスS      | GIII     | 16   | 01.8            | （1人）         | 03着 | 酒井学   | 58          | ダ1800m（良） | 1.51.5 (36.4)     | -0.0 | ナムラビクター         |
| 0000.06.25  | 大井   | 帝王賞           | JpnI     | 11   | 03.0            | （2人）         | 04着 | 酒井学   | 57          | ダ2000m（不） | 2.04.6 (37.0)     | -1.1 | ワンダーアキュート     |
| 0000.11.09  | 京都   | みやこS          | GIII     | 16   | 06.5            | （3人）         | 07着 | 酒井学   | 58          | ダ1800m（良） | 1.50.8 (36.8)     | 00.6 | インカンテーション     |
| 0000.12.07  | 中京   | チャンピオンズC  | GI       | 16   | 33.3            | （12人）        | 13着 | 酒井学   | 57          | ダ1800m（良） | 1.52.4 (37.5)     | 01.4 | ホッコータルマエ       |
| 0000.12.23  | 名古屋 | 名古屋グランプリ | JpnII    | 11   | 02.5            | （1人）         | 02着 | 酒井学   | 57          | ダ2500m（稍） | 2.43.6 (40.8)     | 00.1 | エーシンモアオバー     |
| 2015.01.25  | 中京   | 東海S            | GII      | 14   | 17.3            | （5人）         | 13着 | 和田竜二 | 57          | ダ1800m（良） | 1:52.9 (39.5)     | 02.0 | コパノリッキー         |
| 0000.05.23  | 京都   | 平安S            | GIII     | 16   | 42.8            | （11人）        | 08着 | 酒井学   | 58          | ダ1900m（良） | 1.55.9 (37.1)     | 00.8 | インカンテーション     |
| 0000.06.24  | 大井   | 帝王賞           | JpnI     | 12   | 52.0            | （6人）         | 05着 | 酒井学   | 57          | ダ2000m（良） | 2.04.4 (40.0)     | 01.7 | ホッコータルマエ       |
| 0000.10.03  | 阪神   | シリウスS        | GIII     | 12   | 23.3            | （8人）         | 06着 | 酒井学   | 58.5        | ダ2000m（稍） | 2.05.6 (38.0)     | 01.0 | アウォーディー         |
| 0000.11.03  | 大井   | JBCクラシック    | JpnI     | 16   | 90.5            | （7人）         | 08着 | 酒井学   | 57          | ダ2000m（不） | 2.06.6 (38.4)     | 02.2 | コパノリッキー         |
| 0000.12.06  | 中京   | チャンピオンズC  | GI       | 16   | 218.9           | （15人）        | 11着 | 酒井学   | 57          | ダ1800m（良） | 1.51.6 (38.9)     | 01.2 | サンビスタ             |
| 0000.12.23  | 名古屋 | 名古屋グランプリ | JpnII    | 12   | 07.4            | （5人）         | 02着 | 酒井学   | 58          | ダ2500m（稍） | 2.45.9 (38.0)     | 00.2 | アムールブリエ         |

## 血統表
| ニホンピロアワーズの血統                  | ニホンピロアワーズの血統                          | ニホンピロアワーズの血統 | （血統表の出典）        | （血統表の出典） |
| 父系                                      | リファール系                                      | リファール系             | リファール系            |                  |
| 父 *ホワイトマズル White Muzzle 1990 鹿毛 | 父の父*ダンシングブレーヴ Dancing Brave 1983 鹿毛 | Lyphard                  | Northern Dancer         | Northern Dancer  |
| 父 *ホワイトマズル White Muzzle 1990 鹿毛 | 父の父*ダンシングブレーヴ Dancing Brave 1983 鹿毛 | Lyphard                  | Goofed                  |                  |
| 父 *ホワイトマズル White Muzzle 1990 鹿毛 | 父の父*ダンシングブレーヴ Dancing Brave 1983 鹿毛 | Navajo Princess          | Drone                   | Drone            |
| 父 *ホワイトマズル White Muzzle 1990 鹿毛 | 父の父*ダンシングブレーヴ Dancing Brave 1983 鹿毛 | Navajo Princess          | Olmec                   |                  |
| 父 *ホワイトマズル White Muzzle 1990 鹿毛 | 父の母Fair of the Furze 1982 鹿毛                 | Ela-Mana-Mou             | *ピットカーン           | *ピットカーン    |
| 父 *ホワイトマズル White Muzzle 1990 鹿毛 | 父の母Fair of the Furze 1982 鹿毛                 | Ela-Mana-Mou             | Rose Bertin             |                  |
| 父 *ホワイトマズル White Muzzle 1990 鹿毛 | 父の母Fair of the Furze 1982 鹿毛                 | Autocratic               | Tyrant                  | Tyrant           |
| 父 *ホワイトマズル White Muzzle 1990 鹿毛 | 父の母Fair of the Furze 1982 鹿毛                 | Autocratic               | Flight Table            |                  |
| 母 ニホンピロルピナス 2002 青毛           | 母の父アドマイヤベガ 1996 鹿毛                    | *サンデーサイレンス      | Halo                    | Halo             |
| 母 ニホンピロルピナス 2002 青毛           | 母の父アドマイヤベガ 1996 鹿毛                    | *サンデーサイレンス      | Wishing Well            |                  |
| 母 ニホンピロルピナス 2002 青毛           | 母の父アドマイヤベガ 1996 鹿毛                    | ベガ                     | *トニービン             | *トニービン      |
| 母 ニホンピロルピナス 2002 青毛           | 母の父アドマイヤベガ 1996 鹿毛                    | ベガ                     | *アンティックヴァリュー |                  |
| 母 ニホンピロルピナス 2002 青毛           | 母の母ニホンピロタイラ 1996 青鹿毛                | Theatrical               | Nureyev                 | Nureyev          |
| 母 ニホンピロルピナス 2002 青毛           | 母の母ニホンピロタイラ 1996 青鹿毛                | Theatrical               | *ツリーオブノレッジ     |                  |
| 母 ニホンピロルピナス 2002 青毛           | 母の母ニホンピロタイラ 1996 青鹿毛                | *ミルカレント            | Little Current          | Little Current   |
| 母 ニホンピロルピナス 2002 青毛           | 母の母ニホンピロタイラ 1996 青鹿毛                | *ミルカレント            | Marston's Mill          |                  |
| 母系(F-No.)                               | Milan Mill系(FN:22-d)                             | Milan Mill系(FN:22-d)    | Milan Mill系(FN:22-d)   | [ § 2 ]          |
| 5代内の近親交配                           | Northern Dancer 4×5･5                             | Northern Dancer 4×5･5    | Northern Dancer 4×5･5   | [ § 3 ]          |
| 出典                                      | 1. 2. 3.                                          | 1. 2. 3.                 | 1. 2. 3.                | 1. 2. 3.         |

主な近親
- 母ニホンピロルピナスは3戦0勝
- 4代母Marston's Millの孫にフジキセキ（朝日杯3歳ステークス、種牡馬）、シャイニンレーサー（マーメイドステークス）がいる。
  - 上記シャイニンレーサーの産駒にはシャイニンルビー（クイーンカップ）がいる。
- 5代母Millicent（本血統表内Marston's Millの母）の産駒にMoscow Ballet（レールウェイステークス、種牡馬）、Western Symphony（ラークスパーステークス、種牡馬）、Peterhof（フライイングチルダーズステークス）がいる。

この他近親には上記Millicentの半兄にMill Reef（凱旋門賞など、種牡馬）がいる。（詳細はインフラレッド#主なファミリーラインを参照）